# Софийци
Софийци (болг. Софийци) — село в Болгарии. Находится в Кырджалийской области, входит в общину Джебел. Население составляет 109 человек.

## Политическая ситуация
В местном кметстве Плазиште, в состав которого входит Софийци, должность кмета (старосты) исполняет Христо Райчев Мирчев (Движение за права и свободы (ДПС)) по результатам выборов правления кметства.
Кмет (мэр) общины Джебел — Бахри Реджеб Юмер (Движение за права и свободы (ДПС)) по результатам выборов в правление общины.